# Prin Suparat
Prin Suparat (en tailandés: ปริญ สุภารัตน์, nacido el 19 de marzo de 1990) también conocido como Mark (หมาก), es un actor y modelo  tailandés.

## Biografía
Es hijo de padres chinos, tiene una hermana mayor.
Asistió al "Prince Royal's College", y más tarde en el 2015 se graduó de la Universidad de Rangsit, con un grado en administración de negocios. Prin es cinturón negro en Judo.
Casado con la actriz Kimberly Ann Voltemas.
Es muy buen amigo de los actores Nadech Kugimiya, Pakorn Chatborirak, Mario Maurer y Phuphoom Pongpanu, así como de las actrices Urassaya Sperbund y Rasri Balenciaga.

## Carrera
Ha aparecido en sesiones fotográficas y modelado para "GQ", "Summer Aquaful Life", entre otros...
En el 2010 se unió al elenco de la serie Ngao Rak Luang Jai donde dio vida a Techit.
En octubre del mismo año se unió al elenco de la serie Thara Himalaya donde interpretó por primera vez a Pathapee "Din" Adisuan.
El 5 de noviembre del mismo año se unió al elenco principal del drama Duang Jai Akkanee, donde volvió a dar vida a Din, hasta el final de la serie el 26 de noviembre del mismo año. En la serie compartió créditos con los actores Nadech Kugimiya, Pakorn Chatborirak y Urassaya Sperbund.
El 26 de noviembre dio vida a Din en la serie Pathapee Leh Ruk.
El 10 de diciembre del mismo año se unió al elenco de la serie Wayupak Montra donde interpretó nuevamente a Pathapee "Din" Adisuan.
El 13 de agosto del 2011 se unió al elenco principal del drama Tawan Deard donde dio vida a Tawan, un joven que termina enamorándose de Phet Roong (Urassaya Sperbund), una joven que lo contrata para que la ayude a defenderse, hasta el final de la serie el 18 de septiembre del mismo año.  
El 23 de enero del 2017 se unió al elenco principal de la serie Kleun Cheewit donde interpretó al abogado Khun "Thit" Sathit, un joven hombre que aunque al inicio busca vengarse de la actriz y modelo Khun "Jee" Jeerawat (Urassaya Sperbund), una joven que estuvo envuelta en un accidente automovilístico al intentar escapar del abuso de su padrastro y en donde muere la novia de Thit, pero que termina enamorándose de ella, hasta el final de la serie el 13 de marzo del mismo año.

## Filmografía

### Series de televisión
| Año  | Título en tailandés           | Título en inglés        | Personaje                          | Cadena    | Notas        |
| ---- | ----------------------------- | ----------------------- | ---------------------------------- | --------- | ------------ |
| 2020 | Thrab Fah Mee Tawan           |                         | Arthit                             | Channel 3 |              |
| 2020 | Ok Keub Hak Ab Ruk Khun Samee | "My Husband in Law"     | Thianwat / Thian                   | Channel 3 |              |
| 2019 | Rak Jang Aoey                 |                         | P'Mark                             | Channel 3 | (cameo)      |
| 2018 | Kom Faek                      | "Brave Man Standing"    | KanKreng Krai                      | Channel 3 |              |
| 2017 | Rak Nakara                    |                         | H.R.H. Príncipe Suk Vong / Jao Noi | Channel 3 |              |
| 2017 | Kleun Cheewit (คลื่นชีวิต)        | "Life Wave"             | Khun "Thit" Sathit                 | Channel 3 | 15 episodios |
| 2016 | Buang Atitharn                |                         | Krittathorn / Príncipe Ariya       | Channel 3 |              |
| 2015 | Ab Ruk Online                 | "Secret Love Online"    | Pranont                            | Channel 3 |              |
| 2014 | Pope Rak                      | "Two Worlds of Love"    | Yieow                              | Channel 3 |              |
| 2013 | Ton Rak Rim Rua               |                         | Kasidit / Kob                      | Channel 3 |              |
| 2013 | Khun Chai Ronapee (คุณชายรณพีร์) |                         | Mayor de la Fuerza Aérea           | Channel 3 |              |
| 2012 | Nuer Mek 2                    |                         | SaengGla                           | Channel 3 |              |
| 2012 | Punya Chon Kon Krua           |                         | Waret / Tam                        | Channel 3 |              |
| 2011 | Sarm Noom Nuer Tong           |                         | Kritchai                           | Channel 3 |              |
| 2011 | Tawan Deard (ตะวันเดือด)        | "Boiling Sun"           | Tawan / Seur                       | Channel 3 | 16 episodios |
| 2010 | Wayupak Montra                | "The magic Windy"       | Pathapee "Din" Adisuan             | Channel 3 |              |
| 2010 | Pathapee Leh Ruk              | "Pathapee's Love Trick" | Pathapee "Din" Adisuan             | Channel 3 |              |
| 2010 | Duang Jai Akkanee             | "Akkanee's Heart"       | Pathapee "Din" Adisuan             | Channel 3 |              |
| 2010 | Thara Himalaya                | "Water of Himalaya"     | Pathapee "Din" Adisuan             | Channel 3 |              |
| 2010 | Ngao Rak Luang Jai            | "Love in Shadow"        | Techit                             | Channel 3 |              |

### Películas
| Año  | Título               | Personaje | Notas                                             |
| ---- | -------------------- | --------- | ------------------------------------------------- |
| 2014 | The Order            | Ake       |                                                   |
| 2010 | Bbop Twilight        | -         | junto a Jittapa Jampatom                          |
| 2010 | Pachatippatai United | -         | junto a Laila Boonyasak (Ploy Chermarn Boonyasak) |

### Apariciones en programas de televisión
| Año  | Programa | Notas |
| ---- | -------- | ----- |
| 2014 | 3 Zaap   |       |

### Anuncios
| Año             | Anuncio / Marca                             | Notas                           |
| --------------- | ------------------------------------------- | ------------------------------- |
| 2015 - presente | Whizdom Condominium                         | junto a Urassaya Sperbund       |
| 2017            | Samsung Galaxy J7                           | junto a Peechaya Wattanamontree |
| 2014 - 2016     | CloseUp / Toothpaste                        | junto a Kimberly Ann Voltemas   |
| 2015            | 12 Plus LUMINOUS CC Snail Whitenning Powder | junto a Kimberly Ann Voltemas   |
| 2013            | 12Plus Summer in France                     | junto a Urassaya Sperbund       |
| 2013            | 12Plus Colorista                            | junto a Kim Tae-hee             |
| 2013            | DoubelMint Bubble Gum                       |                                 |
| 2013            | Vaseline for Men                            |                                 |
| 2012            | Oishi 2012 (Tour Japan)                     |                                 |
| 2012            | I-Mobile Sport Lifestyle                    |                                 |
| 2012            | Tipco Fruit Plus                            |                                 |
| 2012            | I-Mobile I-Style Q2'                        |                                 |
| 2012            | Fitne Tea                                   | junto a Toey Jarinporn          |
| 2011 - 2012     | Honda Brio                                  | junto a Urassaya Sperbund       |
| 2011            | Net Design                                  |                                 |
| 2011            | Tipco Orange Juice                          |                                 |
| 2011            | Tipco 100%                                  | junto a Ploy Chermarn Boonyasak |
| 2011            | Yah See Fun                                 |                                 |
| 2011            | XACT Autume/Winter 2011 Collection          |                                 |

## Discografía

### Singles
| Año  | Canción                             | Título en Inglés      | Álbum                        | Notas                         |
| ---- | ----------------------------------- | --------------------- | ---------------------------- | ----------------------------- |
| 2016 | -                                   | "Happy Birthday"      | 46° aniversario de Channel 3 | junto a Kimberly Ann Voltemas |
| 2012 | Yar Mong Mar Dai Mai (อย่ามองมาได้มั้ย) | "Don't Look this Way" | OST de "Punya Chon Kon Krua" | junto a Kimberly Ann Voltemas |

### Videos musicales
| Año  | Artistas                               | Canción          |
| ---- | -------------------------------------- | ---------------- |
| 2016 | Prin Suparat ft. Kimberly Ann Voltemas | "Happy Birthday" |

### Participación en conciertos
| Año  | Nombre                                        | Notas |
| ---- | --------------------------------------------- | ----- |
| 2019 | 49th Thai TV3 Anniversary                     | [ 7 ] |
| 2018 | We Will Love You - Happy Anniversary 48th CH3 |       |
| 2017 | Love Is In The Air Charity Concert            |       |
| 2016 | 46th Anniversary - Love Mission               |       |
| 2015 | 45th Channel3 Anniversary                     | [ 8 ] |
| 2013 | Sup'tar Party 43rd Anniversary CH3            |       |
| 2012 | 4+1 Channel 3 Superstar                       |       |

## Premios y nominaciones
| Año  | Categoría                                                  | Premio                               | Trabajo                       | Resultado |
| ---- | ---------------------------------------------------------- | ------------------------------------ | ----------------------------- | --------- |
| 2021 | HOAC’s Best Fandom of The Year                             | HOAC Award of 2020                   | -                             | Ganó      |
| 2020 | Best Male Lead in a TV Program                             | Content Asia Awards 2020             | Ok Keub Hak Ab Ruk Khun Samee | Ganó      |
| 2019 | Actor of The Year                                          | 8th Daradaily Award                  | Kom Faek                      | Ganó      |
| 2018 | Best Actor                                                 | Maya Award                           | -                             | Ganó      |
| 2018 | Best Actor                                                 | Siam Dara Stars Award                | Kleun Cheewit                 | Nominado  |
| 2018 | Best Actor                                                 | Nine Entertain Award                 | Kleun Cheewit                 | Nominado  |
| 2018 | Best Actor                                                 | MThai Top Talk Award                 | Kleun Cheewit                 | Ganó      |
| 2018 | Best Actor Award                                           | Howe Award                           | Kleun Cheewit                 | Ganó      |
| 2017 | Super Star Award                                           | Kazz Award                           | -                             | Ganó      |
| 2016 | 10 Huggable Boys                                           | Sudsupda Magazine Award              | -                             | Ganó      |
| 2016 | Most Popular Male                                          | Kazz Award                           | -                             | Ganó      |
| 2016 | Cool Guy of the Year                                       | Daradaily The Great Award            | -                             | Ganó      |
| 2015 | Popular Foreign Actor at Korea                             | Korean Culture & Entertainment Award | -                             | Ganó      |
| 2013 | Best Couple (junto a Kimberly Ann Voltemas)                | Kazz Award                           | Ton Rak Rim Rua               | Ganaron   |
| 2013 | Fantasy Couple (junto a Kimberly Ann Voltemas)             | SeeSan BunTerng Award                | Ton Rak Rim Rua               | Ganaron   |
| 2013 | Born To Be Couple (junto a Kimberly Ann Voltemas)          | 2nd Born Award                       | Punya Chon Kon Krua           | Nominados |
| 2013 | Best Couple of the Year (junto a Kimberly Ann Voltemas)    | Colorful Entertainment Award         | Punya Chon Kon Krua           | Ganaron   |
| 2012 | Hottest Male of the Year 2012                              | Siam Bunterng Award                  | -                             | Ganó      |
| 2012 | Fantasy Couple of the Year (junto a Kimberly Ann Voltemas) | Seesan Buteng Award                  | -                             | Ganaron   |